# Randersacker
Randersacker – gmina targowa w Niemczech, w kraju związkowym Bawaria, w rejencji Dolna Frankonia, w regionie Würzburg, w powiecie Würzburg. Leży około 5 km na południowy wschód od centrum Würzburga, nad Menem, przy autostradzie A3 i drodze B13.

## Dzielnice
W skład gminy wchodzą dwie dzielnice: 
- Lindelbach,
- Randersacker

## Demografia
| Rok  | Liczba mieszk. |
| ---- | -------------- |
| 1970 | 3378           |
| 1987 | 3507           |
| 2000 | 3513           |

## Współpraca
Miejscowość partnerska:
- Vouvray, Francja (od 1992)

## Zabytki i atrakcje
- pawilon ogrodowy według projektu  Balthasara Neumanna